# Little Round Top
Little Round Top er det mindre af to stenede bakker syd for Gettysburg i Pennsylvania. Det var skueplads for et fejlslagent angreb fra konfødererede tropper mod Unionens venstre flanke den 2. juli 1863 den anden dag af Slaget ved Gettysburg.
Mange historikere mener, at Little Round Top var det afgørende punkt i unionshærens forsvarslinje den dag, og det blev med held forsvaret af oberst Strong Vincents brigade. Det 20th Maine Volunteer Infantry Regiment under ledelse af oberst Joshua Lawrence Chamberlain udkæmpede den mest berømte kamp dér, som kulminerede med et dramatisk bajonetangreb ned ad bakken, som er en af de mest velkendte kampe ved Gettysburg og i den amerikanske borgerkrig.

## Geografi og taktisk betydning
Little Round Top ligger ca. 3 km syd for Gettysburg. Med en forreven, stejl hældning stiger det 46 m over det nærliggende Plum Run mod vest (toppen er 198 m over havets overflade) og er overstrøet med store klippestykker. Den vestlige skråning var generelt bar, mens toppen og de østlige og sydlige skråninger var let skovklædte. Direkte mod syd var Big Round Top, som var 40 meter højere og stærkt skovklædt.
Der er ingen dokumentation for, at navnet "Little Round Top" blev anvendt af soldater eller civile under slaget. Selv om den høje bakke var kendt som Round Top, Round Top Mountain og nogle steder Round Hill blev den mindre bakke omtalt med en række navne: Rock Hill, High Knob, Sugar Loaf Hill, Broad Top Summit, m.fl. Historikeren John B. Bachelder, som havde en stor indflydelse på bevarelsen af slagmarken ved Gettysburg, fortrak personligt navnet "Weed's Hill," til ære for brigadegeneral Stephen H. Weed, som blev dødeligt såret på Little Round Top. Bachelder opgav dette navn i 1873. En af de første gange, navnet "Little Round Top" blev anvendt, var af Edward Everett i sin tale ved indvielsen af soldaterkirkegården ved Gettysburg den 19. november 1863.
Historikeren Harry W. Pfanz beskrev den taktiske betydning af Little Round Top:
| „ | ... højdedraget var "nøglen til hele stillingen" ... Den kunne med fordel have været anvendt til nogle få kanoner, ... men dens egentlige betydning lå i, at den kunne være anker for Unionens venstre fløj. Så længe Little Round Top var i Unionens hænder var venstre del af Cemetery Ridge sandsynligvis sikker; men skulle de konfødererede erobre den, ville de få adgang til Unionens bagland og være i stand til at lirke unionshæren ud af sin position. Når først Konføderationen havde bakken, med eller uden artilleri, måtte linjen på Cemetery Ridge opgives. Så simpelt var det. | “ |
|   | — Harry W. Pfanz, Gettysburg: The Second Day (1987) |   |

## Bevægelser før slaget
Omkring kl. 16 den 2. juli begyndte den konfødererede generalløjtnant James Longstreet's Første Korps et angreb efter ordre fra general Robert E. Lee som skulle have retning mod nordøst af Emmitsburg Road i retning af Cemetery Hill og oprulle Unionens venstre flanke. Generalmajor John Bell Hood's division havde til opgave at angribe op langs den østlige side af vejen, mens generalmajorLafayette McLaws's division skulle angribe på den vestlige side. Hood's division angreb først, men i stedet for at holde sig til vejen begyndte elementer at dreje direkte mod øst i retning af de to Round Tops. I stedet for at drive hele divisionen op ad ryggen på Houck's højderyg (det klippefyldte område, som soldaterne kaldte for "Djævelens hule") tog en del af Hoods division omvejen over de to Round Tops og nærmede sig den sydlige skråning af Little Round Top. Der var fire sandsynlige årsager til denne afvigelse fra divisionens angrebslinje: for det første var der uventet tropper fra Unionens III Korps i "Djævelens hule", og de ville true Hoods højre flanke, hvis der ikke blev gjort noget ved dem. For det andet var der ild fra skarpskytter på Slyders farm, som tiltrak sig opmærksomheden fra de forreste elementer af brigadegeneral Evander M. Law's brigade, som forfulgte dem og dermed trak hans brigade mod højre. For det tredje var terrænet uvejsomt, og enheder mistede helt naturligt deres retningsstabilitet. Endelig for det fjerde var Hood's øverstrangerende underordnede, general Law, ikke klar over, at han nu havde kommandoen over hele divisionen, så han kunne ikke udøve samlet kontrol.
I mellemtiden var Little Round Top ikke besat af unionstropper. Generalmajor George G. Meade, øverstkommanderende for Army of the Potomac, havde beordret generalmajor Daniel Sickles's III Korps til at forvare den sydlige del af Cemetery Ridge, hvilket ville have indbefattet Little Round Top. Men Sickles havde i strid med Meade's ordrer flyttet sit korps nogle hundrede meter mod vest til Emmitsburg Road og Ferskenlunden og efterladt et stort hul i linjen, som også var for lang til at kunne blive ordentligt forsvaret. Hans venstre flanke var forankret i Djævelens Hule.
Da Meade opdagede dette, sendte han sin øverste ingeniørofficer brigadegeneral Gouverneur K. Warren af sted for at forsøge at håndtere situationen syd for Sickles's stilling. Da han klatrede op på Little Round Top, opdagede Warren, at der kun var en lille station fra signalkorpset her. Han så glimtene fra bajonetter i solen mod sydvest og blev klar over, at et sydstatsangreb var umiddelbart forestående. Han sendte hurtigt nogle stabsofficerer af sted, heriblandt Washington Roebling, for at finde nogle brugbare enheder i nærheden.
Svaret på denne anmodning om hjælp kom fra generalmajor George Sykes, som kommanderede V Korps. Sykes sendte hurtigt en budbringer af sted for at beordre hans første division under generalmajor James Barnes, til Little Round Top. Inden budbringeren kunne nå Barne,s stødte han på oberst Strong Vincent, kommandør for tredje brigade, som tog initiativet og flyttede sine fire regimenter til Little Round Top uden at afvente tilladelse fra Barnes. Han og Oliver W. Norton, brigadens hornist, galopperede foran for at rekognoscere og ledte de fire regimenter på plads. Efter at være ankommet til Little Round Top begyndte Vincent og Norton næsten straks at blive beskudt af Konfødererede batterier. På den vestlige skråning placerede han 16th Michigan og derefter mod uret var det 44th New York, 83rd Pennsylvania og til sidst for enden af linjen på sydskråningen 20th Maine. De ankom blot 10 minutter inden de konfødererede o,g Vincent beordrede sin brigade til at gå i dækning og vente. Han beordrede oberst Joshua Lawrence Chamberlain, kommandør over 20th Maine, til at holde sin stilling, den yderste venstre fløj af Army of the Potomac, for enhver pris. Chamberlain og hans 385 mænd  ventede på hvad der ville ske.

## Slaget

### 2. juli 1863
De konfødererede styrker, som nærmede sig, var Alabama brigaden i Hood's Division, under kommando af brigadegeneral Evander Law. (Da slaget udviklede sig, og Law blev klar over, at han havde kommandoen over hele divisionen, blev oberst James L. Sheffield bedt om at overtage ledelsen af brigaden.) Law afsendte 4th, 15th og 47th Alabama samt 4th og 5th Texas til Little Round Top og beordrede sine mænd til at tage bakken. Mændene var udmattede efter at have marcheret over 32 km den dag for at nå til dette sted. Dagen var varm, og deres feltflasker var tomme. Laws angrebsordre nåede dem, inden de kunne nå at fylde deres feltflasker. Da de nærmede sig Unionens linje på toppen af bakken, blev Laws mænd slået tilbage af den første salve fra Unionen og faldt efter kort tid tilbage for at omgruppere sig. 15th Alabama under kommando af oberst William C. Oates flyttede sig længere mod højre og forsøgte at finde Unionens venstre flanke.
Den venstre flanke bestod af 20th Maine regimentet og 83th Pennsylvania. Da han så, at de konfødererede drejede rundt om hans flanke, forlængede Chamberlain først sin linje til et punkt, hvor hans mænd stod på linje, og derefter beordrede han den sydligste del af sin linje til at svinge tilbage under en pause efter endnu et konfødereret angreb. Det var dér, de kom på tværs af Unionens linje og på den måde forhindrede, at de konfødererede kunne ramme dem i flanken. Trods store tab holdt 20th Maine stand under to efterfølgende angreb fra 15th Alabama og andre sydstatsregimenter i sammenlagt 90 minutter.
Ved det sidste angreb, hvor han vidste, at hans mænd ikke havde mere ammunition, og at deres antal svandt ind, samt at endnu et angreb ikke kunne slås tilbage, beordrede Chamberlain en manøvre, som blev anset for usædvanlig på dette tidspunkt. Han beordrede sin venstre flanke, som var trukket tilbage, til at rykke frem med påsatte bajonetter. Så snart de var på linje med resten af regimentet, angreb resten af regimentet, ligesom en dør der smækker. Dette samtidige frontangreb og flankeangreb stoppede og fangede en stor del af 15th Alabama.
Nylig udgivet forskning har indeholdt påstande fra løjtnant Holman S. Melcher om, at det var ham som igangsatte angrebet, selv om Chamberlain af de fleste historikere har fået æren for at beordre denne fremrykning. Chamberlain's version af historien var, at han besluttede at beordre angrebet, inden løjtnant Melcher anmodede om tilladelse til at rykke centrum af linjen frem til en klippeafsats, hvor nogle soldater lå sårede og ude af stand til at bevæge sig. Af beundring for løjtnantens mod og medfølelse gav Chamberlain sin tilladelse og sendte ham tilbage til sit kompagni med besked om, at han var ved at beordre hele regimentet fremad. Da Melcher vendte tilbage til sine mænd, var råb om "Bajonet" allerede på vej ned ad linjen.
Under deres retræte blev de konfødererede udsat for en salve fra B kompagni i 20th Maine under kommando af kaptajn Walter Morrill og nogle få fra 2nd U.S. Sharpshooters, som var blevet placeret af Chamberlain bag en stenmur 135 m mod øst i håb om at dække for en omringning. Denne gruppe, som havde været ude af syne, gav anledning til betydelig forvirring i de konfødereredes rækker.
30 år senere modtog Chamberlain Kongressens æresmedalje for sin indsats i forsvaret af Little Round Top. I begrundelsen hed det, at den blev tildelt for "heroisme og stor udholdenhed ved at holde sin stilling på Little Round Top mod gentagne angreb og for at erobre den fremskudte position på Great Round Top"
Trods denne sejr var resten af Unionens regimenter på bakken i alvorlige vanskeligheder. Mens Alabama brigaden havde iværksat deres angreb på Unionens venstre fløj angreb 4th og 5th Texas Vincent's 16th Michigan på Unionens højre fløj. Vincent fik flere gange samling på sit smuldrende regiment, det mindste i brigaden med blot 263 mand, men blev dødeligt såret under et af angrebene fra Texas regimenterne. Han døde den 7. juli, men ikke før han på sit dødsleje var blevet forfremmet til brigadegeneral.
Inden tropperne fra Michigan kunne blive helt demoraliseret, ankom der forstærkninger anfordret af Warren, som fortsatte med at finde flere tropper, som kunne forsvare bakken. Det var i form af 140th New York og et batteri med fire kanoner – batteri D i 5th U.S. Artillery- under kommando af løjtnant Charles E. Hazlett. (Blot at flytte disse kanoner med håndkraft op af den stejle og stenfyldte bakkeskråning var en imponerende bedrift. Denne indsats havde imidlertid ikke større effekt på kampen den 2. juli. Artillerister var udsat for en stadig beskydning fra snigskytter og kunne ikke arbejde effektivt. Af større betydning var imidlertid, at de ikke kunne sænke kanonerne langt nok til at yde forsvar mod indkommende infanteriangreb.)
140th Michigan kastede sig også ind i kampen og drev texanerne tilbage og sikrede sejr for Unionens styrker på bakken. Oberst Patrick "Paddy" O'Rorke, som personligt førte sit regiment i angrebet, blev dræbt. Yderligere forstærket med Stephen Weed's brigade fra V Korps holdt Unionens styrker stand på bakken under resten af slaget, mens de var udsat for en vedvarende beskydning fra konfødererede skarpskytter, som var placeret omkring Djævelens Hule. General Weed var blandt ofrene, og da hans gamle ven Charles Hazlett lænede sig over for at trøste Weed, blev artilleristen også skudt og dræbt.

### Aften og 3. juli
Senere på dagen var Little Round Top skueplads for konstante forpostfægtninger. Det blev befæstet af Weeds brigade, fem regimenter fra Pennsylvanias Reserve og et artilleribatteri på 6 kanoner fra Ohio. De fleste af de stenbrystværn, som i dag kan ses på bakken, blev opført af disse tropper, efter at kampen var slut. Tropper fra II, V, VI og XII Korps passerede igennem området og besatte også Round Top.
Little Round Top var udgangspunktet for et modangreb fra Unionen ved skumringstid den 2. juli. Det blev udført af 3rd Division i V Korps (Pennsylvania Reserve) under brigadegeneral Samuel W. Crawford og blev rettet mod vest i retning af hvedemarken.
Den 3. juli skød Hazlett's batteri (som nu var under kommando af løjtnant Benjamin Rittenhouse) ind i flanken på det konfødererede angreb, som går under navnet Pickett's Charge. Da dette angreb var ved at være slut, observerede general Meade fra Little Round Top og overvejede sine muligheder for et modangreb mod Lee.

## Effekten af slaget
Slaget den 2. juli var ikke så blodigt som nogle slag i borgerkrigen. Af de 2.996 Unionstropper, som deltog blev 134 dræbt, 402 såret og 29 savnede. De konfødererede tab ud af en styrke på 4.864 var 279 dræbte, 868 sårede og 219 savnede og tilfangetagne. 
Mens der er enighed om, at kampene på Little Round Top var ekstremt intensiv, og soldaterne på begge sider kæmpede tappert, er historikerne uenige om virkningen af lige netop denne kamp for det samlede resultat af Slaget ved Gettysburg. Den fremherskende holdning er, at den venstre flanke af Unionens hær var en afgørende stilling. Et alternativt syn er, at bakken havde beskeden strategisk værdi, at bakkens terræn var en dårlig platform for artilleri, og at hvis Longstreet havde erobret bakken, ville u nionshæren være blevet tvunget tilbage til en bedre forsvarsposition, hvilket ville gøre angrebet på bakken til en afledning fra Konføderationens egentlige mål.
Den sidste teori understøttes af genern blal Lees skrifter, hvor det lader til, at han betragtede Little Round Top som irrelevant. I Lee's rapport efter Gettysburg kampagnen udtalte ha.a.: "General Lonstreet blev forsinket af en styrke, som holdt de høje, stenede bakker på Unionens yderste venstre", hvilket antyder, at Longstreet var blevet beordret i en retning, som skulle undgå Little Round Top. Hvis bakken havde været et nøglemål for angrebet, ville Lee ikke have brugt betegnelsen "forsinket" i beskrivelsen af effekten af kampen.
Effekten af slaget på Chamberlains karriere var enorm. Han opnåede en livsvarig berømmelse og fik en karriere som guvernør for Maine på baggrund af sin beretning om slaget. Udgivelsen af Michael Shaara's roman The Killer Angels i 1974 (og filmatiseringen fra 1993, hvor Chamberlain blev portrætteret af skuespilleren Jeff Daniels skabte en stigende offentlig interesse og kendskab til denne kamp. I Gettysburg National Military Park er det mest populære monument, som besøgende beder om at se, det for 20th Maine.
Mens Chamberlain og 20th Maine er blevet populære i amerikanernes nationale bevidsthed, er der andre historiske figurer såsom Strong Vincent, Patrick O'Rourke og Charles Hazlett, som kan siges at have spillet en lige så stor rolle i Unionens succes ved Little Round Top. Deres død på stedet betød imidlertid, at deres personlige historier ikke blev fortalt.

## Yderligere læsning
- LaFantasie, Glenn W., Twilight at Little Round Top, Vintage Books, 2005, ISBN 978-0-307-38663-2.

## Eksterne links
- Little Round Top slagorden Arkiveret 6. juli 2008 hos  Wayback Machine
- Gettysburg Photographs.com Arkiveret 21. februar 2009 hos  Wayback Machine (stort Little Round Top fotogalleri)
- Slaget ved Gettysburg: Kampene ved Little Round Top Arkiveret 20. februar 2008 hos  Wayback Machine artikel af David F. Cross